# 藤田卓史
藤田 卓史（ふじた たかし、1982年11月21日 - ）は、社会人野球の元選手（投手）。
父は元南海ホークス投手の藤田学である。

## 経歴・人物
父が南海ホークスに所属していた為大阪府生まれ、1989年にチーム（当時の福岡ダイエーホークス）が福岡県に移転した為、福岡で育つ。
沖学園高から九州共立大学に進学。大学時代は、全日本大学野球選手権への出場歴を有する。
その後、同級生の加藤佑介（内野手）と共に東芝へ入社したが、2009年までは公式戦での登板機会はほとんどなかった。
2010年からは公式戦で起用され始め、同年夏に行なわれた第81回都市対抗野球ではチーム5試合中3試合に先発、うち2試合（1回戦：対東海理化戦・決勝戦：対JR九州戦）では完封勝利を収め、都市対抗野球最優秀選手に贈られる橋戸賞を獲得した。
右のサイドスローからMAX145km/hのストレートとスライダーを投じる。
2014年シーズンをもって引退した。

## 日本代表キャリア
- 第16回アジア競技大会野球日本代表（2010年）
- 第39回IBAFワールドカップ日本代表（2011年）

## 主な表彰・タイトル
- 第81回都市対抗野球大会橋戸賞（2010年）
- 年間最優秀防御率（2010年）